# Alphonse Verniers
Alphonse Verniers (Lochristi, 24 dicembre 1910 – Lokeren, 30 ottobre 1994) è stato un ciclista su strada belga.

## Carriera
Ottenne un solo successo da professionista in una corsa minore del calendario belga, la Anversa-Jupille. Il suo nome è tuttavia legato alla Freccia Vallone, che concluse al secondo posto assoluto nella prima storica edizione del 1936, sul percorso da Tournai a Liegi, battuto in una volata a due dal connazionale Philémon De Meersman.
Fra gli altri piazzamenti di cui si ha nota vanno ricordati il settimo posto al Giro del Belgio, il quarto posto nello Scheldeprijs nel 1934 ed al Grote Prijs Stad Zottegem nel 1935. Numerosi sono stati invece i successi ed i piazzamenti nelle numerose e tipiche kermesse, criterium e circuiti del Belgio.

## Palmarès
- 1933 (Dilecta-Wolber, una vittoria)

Anversa-Jupille

### Altri successi
- 1932 (Indipendenti, una vittoria)

Grand Prix J. Moerenhout - Lede (kermesse)
- 1935 (Dossche Sport, una vittoria)

Kermesse di Mere

## Piazzamenti

### Classiche monumento
- Giro delle Fiandre

1933: 18º
1934: 21º
1936: 15º
Parigi-Roubaix
1933: 44º